# 마조레 광장

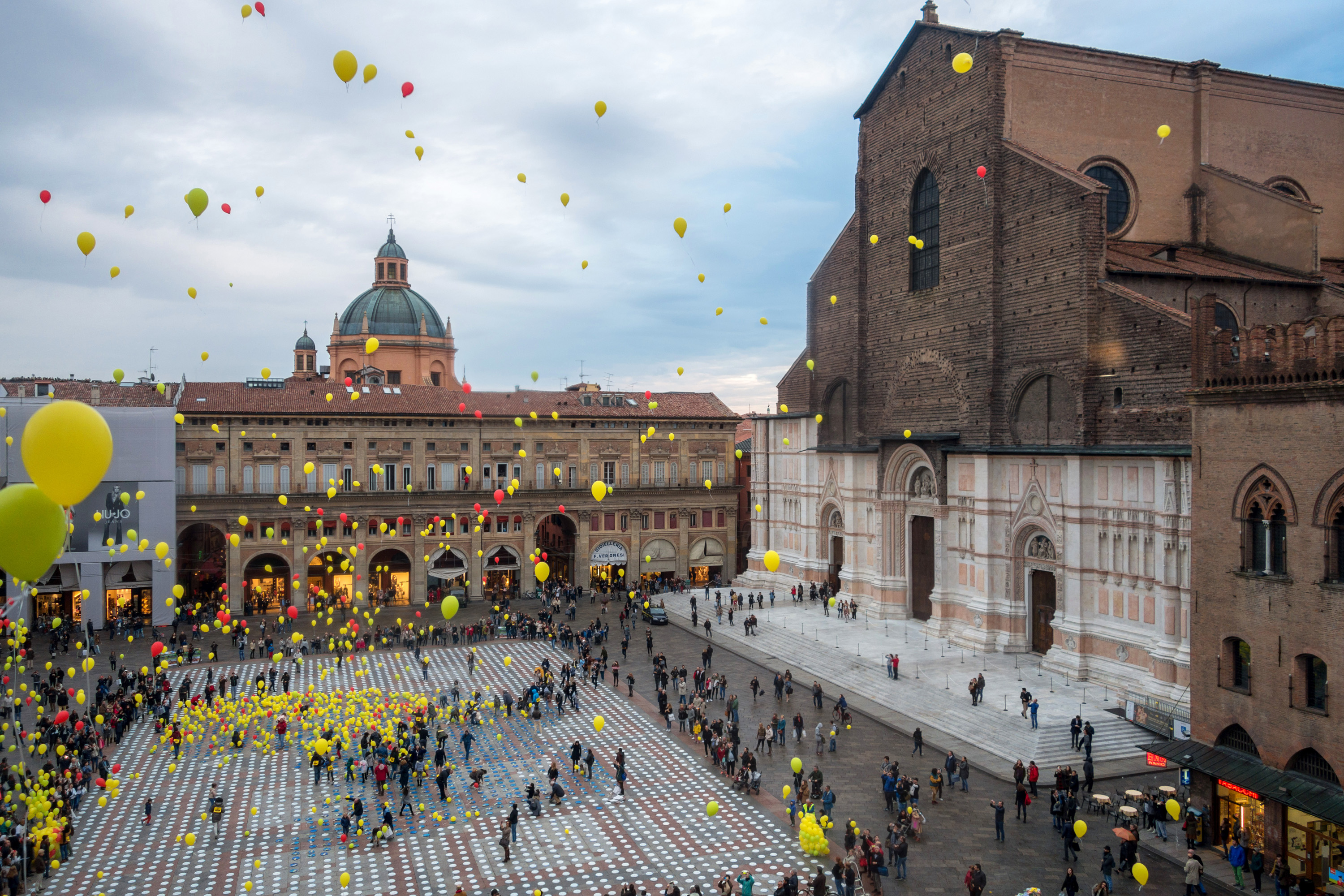
마조레 광장

마조레 광장(이탈리아어: Piazza Maggiore)는 이탈리아 볼로냐에 있는 광장이다. 15세기의 배치를 대체로 보존하고 있다. 광장 주변에는 볼로냐의 주요 행정 및 종교 건물이 늘어서 있다.